# Nikola Ivanov

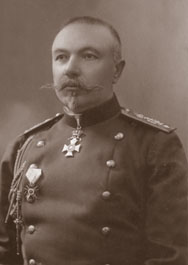
O general Nikola Ivanov.

Nikola Ivanov foi um general búlgaro durante a Primeira Guerra dos Balcãs e a Segunda Guerra dos Balcãs. Lutou nas seguintes batalhas: Batalha de Adrianópolis, Batalha de Kilkis-Lahanas e Batalha de Kresna Gorge.